# بیلیس (کالیفرنیا)
بیلیس (به انگلیسی: Bayliss) یک منطقهٔ مسکونی در ایالات متحده آمریکا است که در شهرستان گلن، کالیفرنیا واقع شده‌است. بیلیس ۳۴ متر بالاتر از سطح دریا واقع شده‌است.